# Мой Дагестан (бренди)
«Мой Дагестан» — марка российского коньяка, производимого Кизлярским коньячным заводом. Название коньяку дала известная лирическая повесть Расула Гамзатова «Мой Дагестан», написанная поэтом в 1968 году.

## Описание
В 2003 году к 80-летнему юбилею дагестанского поэта Расула Гамзатова Кизлярский коньячный завод начал выпуск новой марки коньяка. В технических книгах этот напиток обозначался как «Мой Дагестан», но были предложения со стороны общественно-политических деятелей назвать напиток именем Расула Гамзатова. Сам поэт был против такой инициативы и настоял на том, чтобы напиток назвали «Мой Дагестан», как и предлагалось мастерами завода.
Для производства этого коньяка была восстановлена и усовершенствованна рецептура, разработанная в конце 1930-х годов. В советский период по этой рецептуре производился напиток «Четырёхлетний коньяк», но его производство было приостановлено в связи с тем, что город Кизляр входил в прифронтовую зону во время Великой Отечественной войны и запасы коньячных дистиллятов были эвакуированы в Армению, а некоторые в Грузию.
В состав коньяка «Мой Дагестан» вошли коньячные спирты, выдержанные в дубовых бочках не менее 4-х лет. Для производства спиртов используется виноград белых сортов, прошедший классическую обработку и двойную дистилляцию в медных аламбиках. Крепость напитка составляет 40 % об. при содержании сахара 15 г/дм³.
Цвет напитка золотистый с янтарным оттенком. Аромат сложный, богатый с тонами мускатного ореха, дюшеса и ярким ванильным тоном. Послевкусие длительное.

## Награды
- 2004 — Золотая медаль IV Международного форума «Индустрия напитков» г. Москва
- 2005 — Гран-При «Хрустальный Сирин» г. Москва
- 2005 — Золотая медаль V Международного форума «Индустрия напитков» г. Москва
- 2005 — Золотая медаль Международной выставка-ярмарки «Вино-Водка-Табак-2005» г. Сочи
- 2006 — Золотая медаль Российской агропромышленной выставки «Золотая осень» г. Москва
- 2006 — Специальная медаль Х Международного профессионального конкурса вин г. Москва
- 2007 — Диплом за превосходное качество IX Дегустационного конкурса по алкогольной продукции на Международной ярмарке «ПРОДЭКСПО» г. Москва
- 2007 — Золотая медаль Drink EXPO. Международный форум напитков ЛЕНЭКСПО г. Санкт-Петербург
- 2008 — Золотая медаль Международного конкурса «Лучший продукт — 2008» г. Москва
- 2009 — Золотая медаль Международного конкурса «Лучший продукт — 2009» г. Москва
- 2011 — Золотая медаль Международной выставки напитков «Вино-Водка-2011» г. Сочи
- 2012 — Золотая медаль IV Международного конкурса коньяков «KVINT-2012» Франция\
- 2018 — Золотая медаль ХХ Дегустационного конкурса ПРОДЭКСПО-2018 г. Москва